# María Isabel Luisa de Borbón
La infanta María Isabel de Borbón y Braganza (Madrid, 21 de agosto de 1817- Madrid, 9 de enero de 1818) fue una infanta de España muerta a corta edad.

## Biografía
Nació en el Palacio Real de Madrid, siendo la única de los hijos del matrimonio formado por Fernando VII y su segunda esposa, María Isabel de Braganza. El alumbramiento se produjo el 21 de agosto a las dos y diecisiete minutos de la madrugada. Su nacimiento fue celebrado con las tradicionales muestras de regocijo por parte de la sociedad española.

Inicialmente gozó de buena salud, y se conoce que fue vacunada. En enero de 1818, en pocas horas su salud se vio alterada, muriendo el 9 de enero de 1818. Fue enterrada en la sexta cámara  del Panteón de Infantes, en el conocido como mausoleo de párvulos, bajo el siguiente epitafio:
ELISABETH, FERDINANDI VII FILIA
Su madre moriría a finales del mismo año 1818 debido a un complicado segundo parto.

## Títulos y órdenes

### Títulos
- Su Alteza Real la Serenísima Señora Infanta doña María Isabel Luisa.[11]

### Órdenes
- 23 de agosto de 1817: Dama de la Orden de las Damas Nobles de la Reina María Luisa.[11]